# Női 3 méteres szinkronugrás a 2011-es úszó-világbajnokságon
A női 3 méteres szinkronugrást a 2011-es úszó-világbajnokságon július 16-án rendezték meg. Reggel a selejtezőt, este a döntőt.

## Eredmény
| Helyezés  | Ugrók                                        | Nemzetiség | Selejtező | Selejtező | Döntő     | Döntő    |
| Helyezés  | Ugrók                                        | Nemzetiség | Pont      | Helyezés  | Pont      | Helyezés |
| --------- | -------------------------------------------- | ---------- | --------- | --------- | --------- | -------- |
| Aranyérem | Vu Min-hszia Ho Ce                           | CHN        | 324.90    | 1         | 356.40    | 1        |
| Ezüstérem | Émilie Heymans Jennifer Abel                 | CAN        | 275.10    | 8         | 313.50    | 2        |
| Bronzérem | Anabelle Smith Sharleen Stratton             | AUS        | 285.90    | 5         | 306.90    | 3        |
| 4         | Hanna Piszmenszka Olena Fedorova             | UKR        | 291.90    | 2         | 302.40    | 4        |
| 5         | Katja Dieckow Uschi Freitag                  | GER        | 276.90    | 6         | 299.40    | 5        |
| 6         | Francesca Dallapé Tania Cagnotto             | ITA        | 288.30    | 3         | 297.60    | 6        |
| 7         | Christina Loukas Kassidy Cook                | USA        | 276.90    | 6         | 288.00    | 7        |
| 8         | Szvetlana Filippova Anasztaszija Pozdnyakova | RUS        | 288.12    | 4         | 282.72    | 8        |
| 9         | Arantxa Chavez Laura Sánchez                 | MEX        | 272.10    | 9         | 278.10    | 9        |
| 10        | Leong Mun Yee Ng Yan Yee                     | MAS        | 254.40    | 11        | 264.60    | 10       |
| 11        | Fanny Bouvet Marion Farissier                | FRA        | 255.84    | 10        | 254.10    | 11       |
| 12        | Lo I Teng Choi Sut Ian                       | MAC        | 253.62    | 12        | 249.60    | 12       |
| 16.5      | H09.5                                        |            |           |           | 00:55.635 | O        |
| 13        | Mai Nakagawa Sayaka Shibusawa                | JPN        | 247.80    | 13        |           |          |
| 14        | Gondos Flóra Reisinger Zsófia                | HUN        | 241.38    | 14        |           |          |
| 15        | Alicia Blagg Rebecca Gallantree              | GBR        | 239.40    | 15        |           |          |
| 16        | Eleni Katsouli Iouliana Banousi              | GRE        | 235.23    | 16        |           |          |
| 17        | Jennifer Benitez Leyre Eizaguirre            | ESP        | 235.14    | 17        |           |          |
| 18        | Ngai Ho Wing Chan Sharon                     | HKG        | 192.18    | 18        |           |          |